# Гжегож Войтковяк
Гжегож Войтковяк (пол. Grzegorz Wojtkowiak, нар. 26 січня 1984, Костшин-над-Одрою) — польський футболіст, правий захисник клубу «Лех» та національної збірної Польщі.
Чемпіон Польщі. 

## Клубна кар'єра
У дорослому футболі дебютував 2003 року виступами за команду клубу «Аміка», в якій провів три сезони, взявши участь у 33 матчах чемпіонату. 
До складу клубу «Лех» приєднався 2006 року. Наразі встиг відіграти за команду з Познані понад 100 матчів в національному чемпіонаті. В сезоні 2009–10 вигравав з командою чемпіонат Польщі.

## Виступи за збірну
2008 року дебютував в офіційних матчах у складі національної збірної Польщі. Наразі провів у формі головної команди країни 17 матчів.

## Титули і досягнення
- Чемпіон Польщі (1):

«Лех»:  2009-10
- Володар Кубка Польщі (1):

«Лехія» (Гданськ): 2018-19